# كريستوفر غالفن
كريستوفر غالفن (بالإنجليزية: Christopher Galvin)‏ هو شخصية أعمال أمريكي، ولد في 21 مارس 1950.

## وصلات خارجية
- كريستوفر غالفن على موقع إن إن دي بي (الإنجليزية)